# Présentateurs du Concours Eurovision de la chanson
Le Concours Eurovision de la chanson est un évènement annuel organisé par l’UER, l’Union européenne de radio-télévision. Il réunit les membres de l’Union dans le cadre d’une compétition musicale, diffusée en direct et en simultané par tous les pays participants. Depuis 1956, le concours (appelé plus communément Eurovision) s’est tenu chaque année, sauf en 2020 en cause de la pandémie de Covid-19. Jusqu'à présent, cent dix-sept personnes ont déjà présenté une édition du concours. De celles-ci, trente-neuf étaient des hommes et quatre vingt-douze des femmes. Au total, le concours a été présenté trente-et-une fois par une personne seule ; vingt-une fois par un couple composé d'un homme et d'une femme ; une fois par un couple composé de deux femmes; quatre fois par un trio composé d'un homme et de deux femmes ; deux fois par un trio composé d'une femme et de deux hommes ; une seule fois par un trio composé de trois femmes ; une seule fois par un trio composé de trois hommes ; une fois par un quatuor composé de deux hommes et de deux femmes ; deux fois par un quatuor composé de un homme et trois femmes et une fois par un quatuor composé de quatre femmes.

## Historique

### 1956-1959
En 1956, la première édition du concours fut présentée par Lohengrin Filipello. Celui-ci demeure toujours le seul homme à avoir présenté le concours en solo. Il s'exprima entièrement en italien. En effet, la règle obligeant les présentateurs à s'adresser au public dans les deux langues officielles de l'UER (le français et l'anglais) n'était pas encore entrée en vigueur.
En 1957, le concours fut présenté pour la première fois par une femme, en l'occurrence l'actrice allemande Anaid Iplicjian. Elle s'exprima en allemand durant toute la soirée, avec quelques exceptions durant le vote. À la suite d'une modification du règlement, les jurys furent pour la première fois contactés par téléphone. Une table, deux chaises et deux téléphones furent apportés sur scène, pour Iplicjian et son assistante. La sonnerie des téléphones annonça que les porte-paroles étaient en ligne. Iplicjian et son assistante répétèrent à haute voix les votes des jurys. Les connexions ne furent pas toujours immédiates, forçant Iplicjian à répéter à de nombreuses reprises « Allo ? Allo ? ».
En 1958, la présentatrice de la soirée fut Hannie Lips. Elle n'apparut sur scène qu'après que toutes les chansons eurent été jouées. Elle dut à cette occasion faire la première annonce technique de l'histoire du concours. En effet, à cause d'un problème de liaison, la chanson italienne n'avait pas été diffusée convenablement dans tous les pays. Le représentant italien, Domenico Modugno, dut remonter sur scène pour la rechanter, après que tous les autres concurrents soient passés.
En 1959, la présentatrice de la soirée fut Jacqueline Joubert. Elle devint la première présentatrice à ouvrir le spectacle par la phrase rituelle « Bonsoir l’Europe ! ».

### 1960-1969
En 1961, le concours fut à nouveau présenté par Jacqueline Joubert. Elle devint ainsi la première présentatrice à officier une nouvelle fois. Durant l'ouverture, elle reprit le désormais célèbre « Bonsoir l'Europe ! » et conclut sur ces mots : « Pour rapprocher les peuples, un petit refrain vaut parfois beaucoup mieux qu'un long discours. »
Durant la procédure de vote, une erreur survint lors du vote du jury belge, qui fut corrigée tardivement. Joubert demanda alors au public dans la salle s'il y avait eu une erreur et se vit répondre par l'affirmative. Elle rétorqua alors : « Vous comptez mieux que moi ! », ajoutant immédiatement : « Il est vrai que moi, je suis très émue d'appeler tous ces pays. Si vous étiez à ma place... Je n'ai jamais parlé à autant de gens à la fois. »
En 1966, la présentatrice Josiane Chen provoqua un quiproquo malgré elle durant la procédure de vote. Elle salua le porte-parole britannique de ces mots : « Good night, London ! » Réalisant son erreur, elle se reprit : « No ! Good evening, London ! » Mais le porte-parole lui répondit alors : « Good morning, Luxemburg ! », suscitant l'hilarité de Chen et du public.
En 1967, la présentatrice de la soirée fut Erica Vaal. Durant l'ouverture, elle salua le public en six langues : allemand, français, anglais, italien, espagnol et russe. Elle conclut à chaque fois son message par ces mots : «  Que ce soit la meilleure et la plus belle des chansons qui gagne, tel est notre vœu à tous ! » Elle exprima ensuite ses regrets de ne pas avoir eu le temps d'apprendre la langue des autres pays, mais qu'elle le trouverait certainement lorsque le concours serait à nouveau organisé à Vienne. La procédure de vote se termina sur une confusion majeure de Vaal. Elle oublia en effet d'appeler le dernier jury, le jury irlandais, et annonça à contretemps la victoire du Royaume-Uni. L'on vit à l'écran Udo Jürgens tenter d'amener sur scène la représentante britannique, Sandie Shaw. Le superviseur, Clifford Brown, dut alors intervenir : « Still waiting for the Irish vote ! ». Vaal s'excusa et appela Dublin. Le porte-parole du jury irlandais répondit à ses salutations, par ces mots : «  I thought we were going to be left out ! » Le public applaudit alors vivement.
En 1968, le concours fut présenté pour la troisième fois par Katie Boyle. Elle raconta par la suite, avoir dû prendre sur elle durant toute la cérémonie. Son mariage traversait alors une phase difficile et elle avait tellement pleuré ce jour-là qu’elle dut rester allongée plusieurs heures auparavant avec de pommes de terre crues sur les yeux.

### 1970-1979
En 1974, le concours fut présenté pour la quatrième fois par Katie Boyle, un record toujours inégalé dans l’histoire du concours. Durant les répétitions, apparut un problème vestimentaire majeur. La robe couleur saumon que Katie Boyle s'était choisie était trop ajustée. Sous l'éclairage violent, elle laissait transparaître les sous-vêtements de la présentatrice. Le costumier de la BBC ne parvint pas à rendre la robe opaque. Quelques minutes avant le début du concours, Katie Boyle se résolut à enlever ses sous-vêtements. Elle monta donc sur scène, nue sous la fameuse robe, mais se sentit particulièrement mal à l'aise durant toute la retransmission.
En 1975, la présentatrice de la soirée fut Karin Falck. Elle s'adressa aux téléspectateurs en suédois, en anglais et en français. Elle rencontra quelques difficultés avec ces deux dernières langues, allant jusqu'à s'exclamer durant le vote : « How much is seven in France ? » Durant l'ouverture, elle accueillit les téléspectateurs par ces mots : « Si je ne défaille pas en vous voyant tous ainsi, c'est sans doute parce que je suis tellement heureuse de pouvoir vous souhaiter chaleureusement la bienvenue à ce Concours Eurovision de la chanson ! » Elle poursuivit en citant le sportif français Jean-Claude Killy :  « La vie n'a qu'un charme vrai et c'est celui du jeu. » Dans son introduction en anglais, elle cita le poète danois Piet Hein : « Prendre le plaisir pour simplement du plaisir / Et le sérieux, sérieusement / Montre clairement qu’aucun des deux n’est vraiment insincère. » Avant la reprise de la chanson gagnante, Falck conclut la soirée sur ces mots : « Quelque part au fond de nous, nous sommes toujours ensemble. Bonsoir ! »
En 1976, le concours fut présenté pour la toute première fois par une ancienne participante et une ancienne gagnante. Il s'agit de la néerlandaise Corry Brokken, qui a remporté la victoire en 1957.
En 1977, la procédure de vote rencontra de nombreux hiatus, dus notamment aux difficultés que rencontra la présentatrice, Angela Rippon, pour comprendre les points attribués en français. Elle s'exclama d'ailleurs : « I'm pretty afraid I have trouble with my deaf aid, down here. »
En 1978, le concours fut présenté pour la toute première fois par un couple. Il s'agit de Denise Fabre et Léon Zitrone. Ce fut également la première fois depuis 1956 qu'un homme présenta le concours. Hormis quelques exceptions, Denise Fabre s'adressa aux téléspectateurs en français et Léon Zitrone, en anglais.

### 1980-1989
En 1982, à la fin du vote, la présentatrice Jan Leeming s'emmêla dans ses fiches. N'apercevant pas l'auteur victorieux, l'allemand Bernd Meinunger, qui était monté sur scène dans son dos, elle l'annonça absent. Elle se retourna, sursauta et corrigea son erreur. Elle avoua immédiatement : « I have so many cards in my hand, I could play a card game with myself ! »
En 1983, le concours fut présenté par Marlène Charell, danseuse et meneuse de revues renommée. Celle-ci se fit remarquer par son omniprésence et ses erreurs de langage. Durant l'ouverture, elle salua le public en trois langues et dit : « Je suis très heureuse de passer cette soirée avec vous. » Elle ajouta : « C'est la musique qui est reine, ce soir ! », avant d’expliquer de façon extensive les règles du concours. Les cartes postales n'ayant pu être réalisées à temps, Charell introduisit elle-même et toujours en trois langues, le titre de la chanson et les noms et prénoms des auteurs, compositeurs, interprètes et chefs d’orchestre. À sa droite, furent disposés des bouquets de fleurs, composés par elle, et reprenant les couleurs des drapeaux des pays participants. Ces introductions furent perturbées par de nombreuses erreurs de Charell. Elle confondit les noms de certains artistes et écorcha celui de bien d’autres. Ainsi, elle appela le chef d'orchestre norvégien, Sigurd Jansen, « Johannes Skorgan » ; la représentante espagnole, Remedios Amaya, « Ramedios Amaya » et la représentante finlandais, Ami Aspelund, « Ami Aspesund ». Cela provoqua le mécontentement des personnes concernées. Elle apparut ensuite dans le spectacle d'entracte, intitulé « Song Contest Ballet ». Il s’agissait d’un ballet, mené par Charell et dansé sur la musique de succès internationaux, tous composés par des artistes allemands. À la fin de l'entracte, encore essoufflée d'avoir dansé, Charell revint sur scène pour saluer le superviseur, Frank Naef, qui lui fit un baisemain, puis pour lancer la procédure de vote. Celle-ci fut perturbée par de nouvelles erreurs de langage de Charell. Elle en commit pas moins de treize, confondant notamment les langues, les attributions des points et les noms des pays. Après l'annonce de la victoire, une certaine confusion s'installa. L’orchestre entama la partition de la chanson gagnante, alors que la délégation luxembourgeoise était encore occupée à recevoir ses fleurs. Charell dut remonter précipitamment sur scène et mener la gagnante, Corinne Hermès, jusqu’à son micro.
En 1984, la présentatrice de la soirée fut Désirée Nosbusch, alors âgée de 19 ans. Elle demeure toujours la plus jeune présentatrice de l'histoire du concours. Elle s’adressa aux téléspectateurs en allemand, en anglais, en français et en luxembourgeois. Mais elle ne se répéta et ne se traduisit que rarement, préférant passer d'une langue à l'autre, parfois dans le cours d'une même phrase. Elle fit forte impression, au point d'inspirer à Gilbert Bécaud, une chanson intitulée justement Désirée. Elle ouvrit la soirée sur cette déclaration : « L'Eurovision est une institution européenne qui fonctionne parfaitement depuis maintenant trente ans. » L'orchestre était dirigé ce soir-là, par Pierre Cao, qui avait été le professeur de musique de Nosbusch. Elle en profita pour le plaisanter, en lui disant : « C'est moi ce soir qui vous souhaite de bonnes notes ! » Après l'entracte, Nosbusch présenta le superviseur, Frank Naef, comme ayant tout pouvoir. Elle ajouta même : « He can do almost everything with me. Frank, please, don't ! » Elle l'apostropha ensuite en français, en le tutoyant : « Frank, ça y est ? On y va ? Ou tu crois que tu dois déjà me stopper pour la première fois ? » La procédure de vote se termina sur un suspense, poussant Nosbusch à s'exclamer : « Il commence à faire chaud, ici dedans ! » Après l'annonce de la victoire, elle conclut la soirée sur ces mots : « I have to tell you,  I've had so much fun, I hope I'll see you again, next Saturday at the same time ! Goodnight ! »
En 1985, le concours fut présenté par Lill Lindfors. Durant l'ouverture, Lindfors chanta une composition jazz, « My Joy is Building Bricks of Music ». Ce fut la première fois dans l’histoire du concours qu’une présentatrice chanta durant la retransmission. Lindfors fit ensuite les introductions d’usage, en disant : « Music knows no boundaries, and that's especially true tonight. » Elle salua les auteurs et compositeurs, assis dans le public, et en profita pour saluer de même sa mère. Après l’entracte, Lindfors fit son retour sur scène, vêtue d’une robe verte. Le bas de sa robe se détacha alors, la laissant en slip blanc. Le public poussa des cris de surprise. Apparemment paniquée, Lindfors fit plusieurs gestes désespérés à l’attention de la régie, afin que les caméras ne cadrent que son buste. Mais soudain, elle déplia le drapé de ses épaules et se retrouva toute vêtue de blanc. Le public se mit à rire et à applaudir. S’approchant du micro, Lindfors dit : « I just wanted you to wake up a little. » Il s’agissait en réalité d’une plaisanterie, demeurée secrète jusqu’au bout et qui n’avait même pas été répétée. Le bas de la robe de Lindfors était attaché à un fil, qui fut tiré par un technicien en coulisses. Le superviseur de l'UER, Frank Naef, n’apprécia que fort peu cette plaisanterie. Quant à son épouse, elle en fut tout simplement choquée. Après l'annonce de la victoire de la Norvège, Lindfors invita les deux gagnantes à reprendre leur chanson. Elle ajouta alors : « I must say I am honestly very happy that this happened because Norway has been last on so many times that you really deserve it. » Ce à quoi, Hanne Krogh répliqua : « You're happy? What do you think we are? »
En 1986, la présentatrice de la soirée fut Åse Kleveland. Le premier costume qu'elle porta était une robe incrustée de diamants, spécialement réalisée pour l'occasion et pesant pas moins de 6,8 kg. Durant l'ouverture,
Kleveland interpréta un court morceau, intitulé « Welcome to Music ». L'orchestre joua ensuite un extrait du Te Deum de Marc-Antoine Charpentier, sur lequel Kleveland chanta : « Soon, we will know who'll be the best in the Eurovision Song Contest. » Elle fit ensuite les présentations d'usage, en débutant par ces mots : « The Olympic Games and the Eurovision Song Contest have at least one thing in common, and that is : the important thing is not to win but to participate. » Elle ajouta également : « For those of you who have followed Norway's course through the history of the Eurovision Song Contest, you will know that it has been quite thorny, in fact. So, imagine our joy when last year we finally won, and the pleasure we feel today. »
En 1987, le concours fut présenté par la chanteuse et comédienne Viktor Lazlo. Durant l'ouverture, Lazlo chanta Breathless. Elle fit ensuite les introductions d'usage, disant notamment : « J'espère que cette soirée restera longtemps gravée dans votre mémoire. » Elle rappela aussi que c'était ce soir-là, la date anniversaire de la Déclaration Schuman et que l'on fêtait les trente ans de l'Union européenne. Elle ajouta donc : « Happy birthday to Europe and best wishes for the future. »

### 1990-1999
En 1990, les présentateurs de la soirée furent Helga Vlahović et Oliver Mlakar. Helga Vlahović était alors âgée de quarante-cinq ans et Oliver Mlakar, de cinquante-quatre. Durant les répétitions, certains membres de la production et représentants de la presse firent des commentaires désobligeants sur leur âge. Profondément offensés, Vlahović et Mlakar claquèrent la porte des répétitions et se retirèrent du concours. Ils furent alors brièvement remplacés par Rene Medvešek et Dubravka Marković. Finalement, Vlahović et Mlakar reçurent des excuses et reprirent leur place de présentateurs.
En 1991, les présentateurs de la soirée furent Gigliola Cinquetti et Toto Cutugno. Cinquetti avait remporté le concours en 1964 et Cutugno, l'année précédente. Ce fut la première fois que deux anciens vainqueurs présentèrent ensemble le concours. Ils s'exprimèrent quasi exclusivement en italien, ne recourant au français et à l'anglais que partiellement, durant la procédure de vote. En réalité, ni Cinquetti, ni Cutugno ne maîtrisaient les deux langues officielles de l'UER. Ils rencontrèrent par conséquent des difficultés pour les prononcer et les comprendre. Cela ralentit fortement le déroulement du concours et créa de nombreux hiatus. Ainsi, durant la procédure de vote, le superviseur, Frank Naef, dut intervenir à une vingtaine de reprises, pour corriger leurs erreurs.
En 1993, le concours fut présenté par Fionnuala Sweeney. Durant la procédure de vote et alors que l'Irlande, pays hôte, menait en tête, Sweeney commit une erreur. Lorsque le porte-parole du jury néerlandais attribua dix points à l’Irlande, Sweeney répéta : « Ireland, twelve points ». Le porte-parole lui fit remarquer son erreur. Elle lui répondit aussitôt : « Excuse me ! I got carried away ! », sous les applaudissements du public.
En 1995, le concours fut présenté par Mary Kennedy. Durant l'ouverture, Kennedy fit allusion aux trois victoires successives de l'Irlande, disant en anglais : « Radio Telefís Éireann is pleased to welcome you, once again, to the Point Theatre in Dublin, for what's almost become the annual Eurovision Song Contest from Ireland ! »
En 1996, les présentateurs de la soirée furent Ingvild Bryn et Morten Harket. Harket était le chanteur du groupe norvégien a-ha. Il hésita longuement avant d’accepter le rôle de présentateur et ne l’endossa qu’après avoir reçu l’assurance de pouvoir interpréter en ouverture son nouveau single, Heaven Is Not for Saints.
En 1998, les présentateurs de la soirée furent Ulrika Jonsson et Terry Wogan. Tous deux ponctuèrent les passages obligés en français, de soupirs et de mimiques exprimant les difficultés qu'ils éprouvaient à devoir parler dans cette langue. Wogan devint la première personne de l’histoire du concours à cumuler les fonctions de présentateur et de commentateur. Lorsqu’il n’était pas en scène, il se trouvait en effet dans sa cabine réservée et fournissait les commentaires nécessaires aux téléspectateurs de BBC One. Durant la procédure de vote, Jonsson échangea quelques mots avec la plupart des porte-paroles. Le porte-parole hongrois lui dit d’ailleurs : « You look very pretty tonight ! ». Alors que Jonsson le remerciait, il enchaîna par : « So let’s see the points. I give you twelve points ! », ce qui suscita l’hilarité du public. Mais un incident se produisit lorsque Jonsson fut mise en communication avec la porte-parole néerlandaise, Conny Vandenbos. Celle-ci avait représenté les Pays-Bas au concours, en 1965, ce qui fut le point de départ de leur conversation.

- Ulrika Jonsson : Goede avond, Conny ! 

- Conny Vandenbos : Hello Birmingham ! Hello Ulrika ! This is Hilversum calling. Before starting giving you my points, I should like to say that my heart goes to all the singers in the contest, because I know what they feel.

- Ulrika Jonsson : I know. You, of course, have taking part. So, you must be feeling…

Le bruit ambiant empêcha alors Jonsson d’entendre clairement la réponse de Conny Vandenbos : « It’s long ago ! » Machinalement, Jonsson reprit : « A long time ago, was it ? » Le public n’entendit que cette dernière question et crut que Jonsson se moquait de l’âge de Conny Vandenbos. Les spectateurs éclatèrent bruyamment de rire, à la grande confusion de Jonsson qui tenta de se rattraper : « No ! I didn’t want to… » Mais apparemment, Conny Vandenbos n’avait pas saisi le quiproquo, puisqu’elle répondit : « In 1965. » Jonsson put alors conclure par : « Wow ! I’m very impressed. »
En 1999, le concours fut présenté pour la toute première fois par un trio. Celui-ci était composé de la chanteuse Dafna Dekel (qui avait participé au concours en 1992), du journaliste Yigal Ravid et de l’actrice Sigal Shahamon.

### 2000-2009

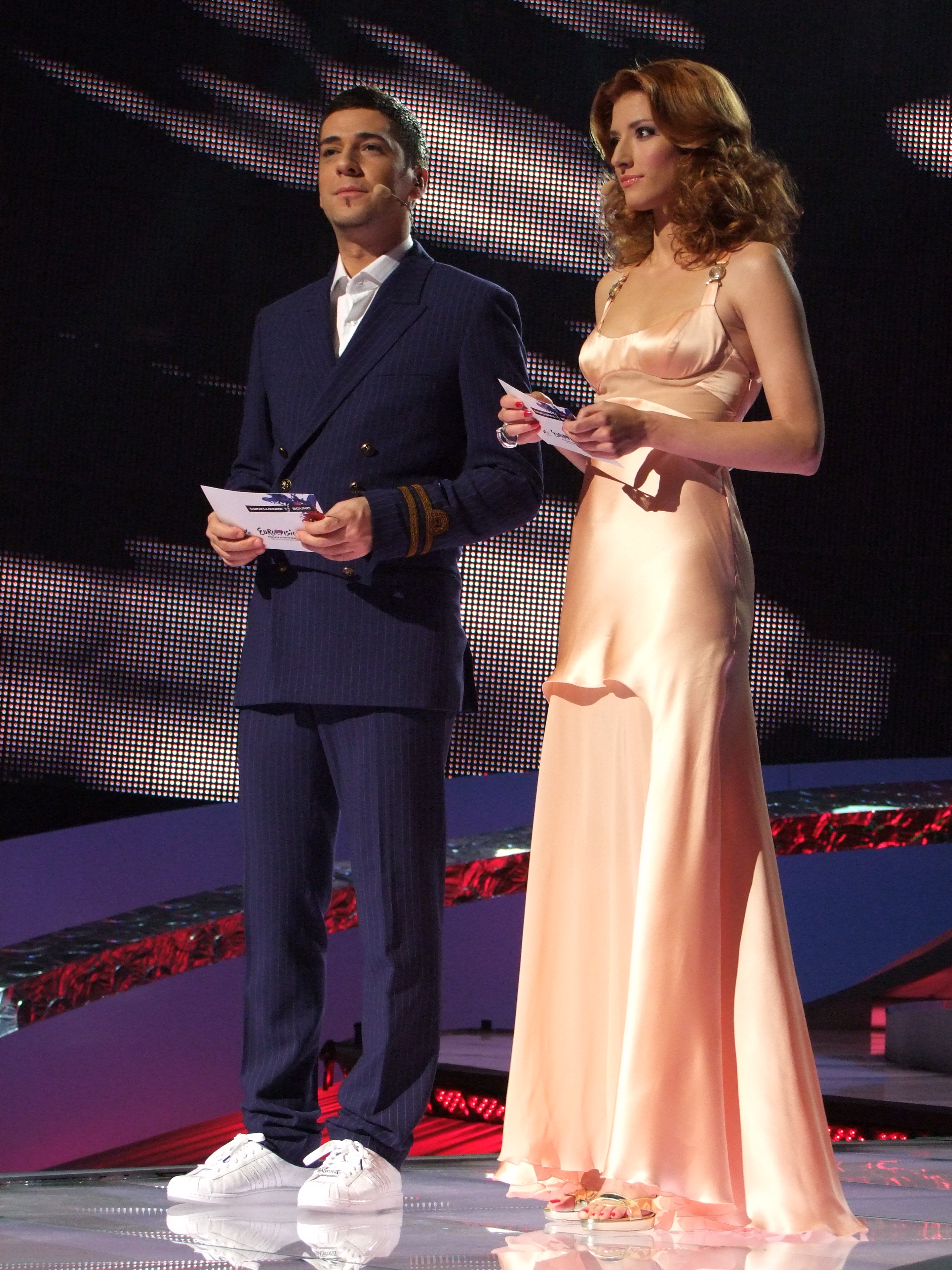
Les présentateurs de l'édition 2008 : Željko Joksimović et Jovana Janković.

En 2001, le concours fut présenté par la journaliste Natasja Crone Back et l’acteur Søren Pilmark. Ils s’exprimèrent quasi exclusivement en anglais, ne recourant que très rarement au français et au danois. La raison est à chercher dans la rédaction particulière de leurs interventions. Back et Pilmark ne parlèrent en effet qu’en rimes durant toute la soirée. Le commentateur britannique, Terry Wogan, s’attira les foudres de la télévision et de l’opinion publique danoise, à la suite de ses remarques acerbes sur les présentateurs et leur manière de s’exprimer. Durant la retransmission, il les affubla de surnoms peu flatteurs : Pilmark devint le « Docteur la Mort » et Back, la « Petite Souris », la « Petite Sirène » et la « Fiancée de Frankenstein ». Les organisateurs et la population danoise s’en sentirent si insultés, que Wogan et la BBC durent par la suite publier une lettre officielle d’excuses.
En 2008, le concours fut présenté par Jovana Janković et Željko Joksimović. Le choix de Joksimović suscita une certaine controverse lorsqu’il apparut qu’il était également l’auteur de la chanson représentant la Serbie, cette année-là. Le débat fut alors lancé sur la totale impartialité du présentateur. Afin d’éviter toute controverse récurrente, l'UER décida de modifier les règles du concours et d’interdire à l'avenir le cumul des fonctions de présentateur et d’auteur.
En 2009, pour la toute première fois, des présentateurs différents officièrent pour les demi-finales et la finale. Les présentateurs des deux demi-finales furent Natalia Vodianova et Andreï Malakhov. Les présentateurs de la finale furent Alsou et Ivan Ourgant.

### 2010-2019

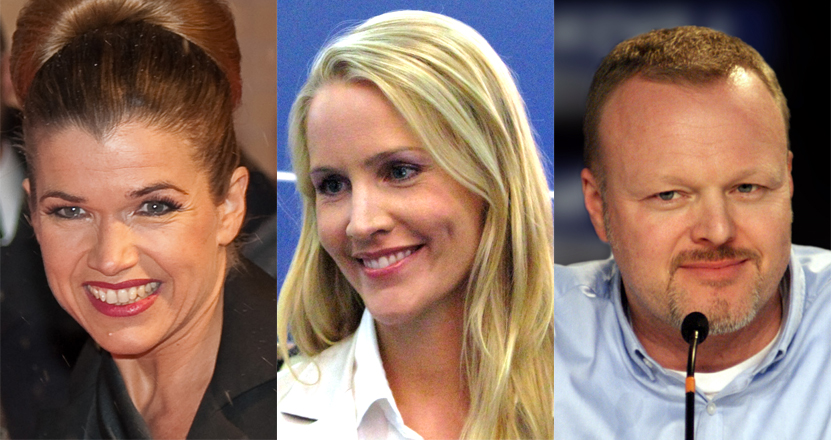
Les présentateurs de l'édition 2011 : Anke Engelke, Judith Rakers et Stefan Raab.

En 2011, le concours fut présenté par Anke Engelke, Judith Rakers et Stefan Raab. Raab était impliqué de longue date dans les sélections allemandes pour le concours. Il avait été chef d'orchestre en 1998, puis avait représenté son pays en 2000, terminant alors à la cinquième place. Il était également le compositeur des chansons allemandes de 1998, 2000 et 2003. Enfin, il était l'initiateur des sélections allemandes de 2010 (Unser Star für Oslo) et 2011 (Unser Song für Deutschland).
En 2013, la chaîne de télévision suédoise SVT, décide de confier la présentation de l'Eurovision à l'humoriste Petra Mede. Elle avait auparavant présenté le Melodifestivalen en 2009, sélection nationale de la Suède pour l'Eurovision. Sa prestation à Malmö sera largement saluée par la critique.

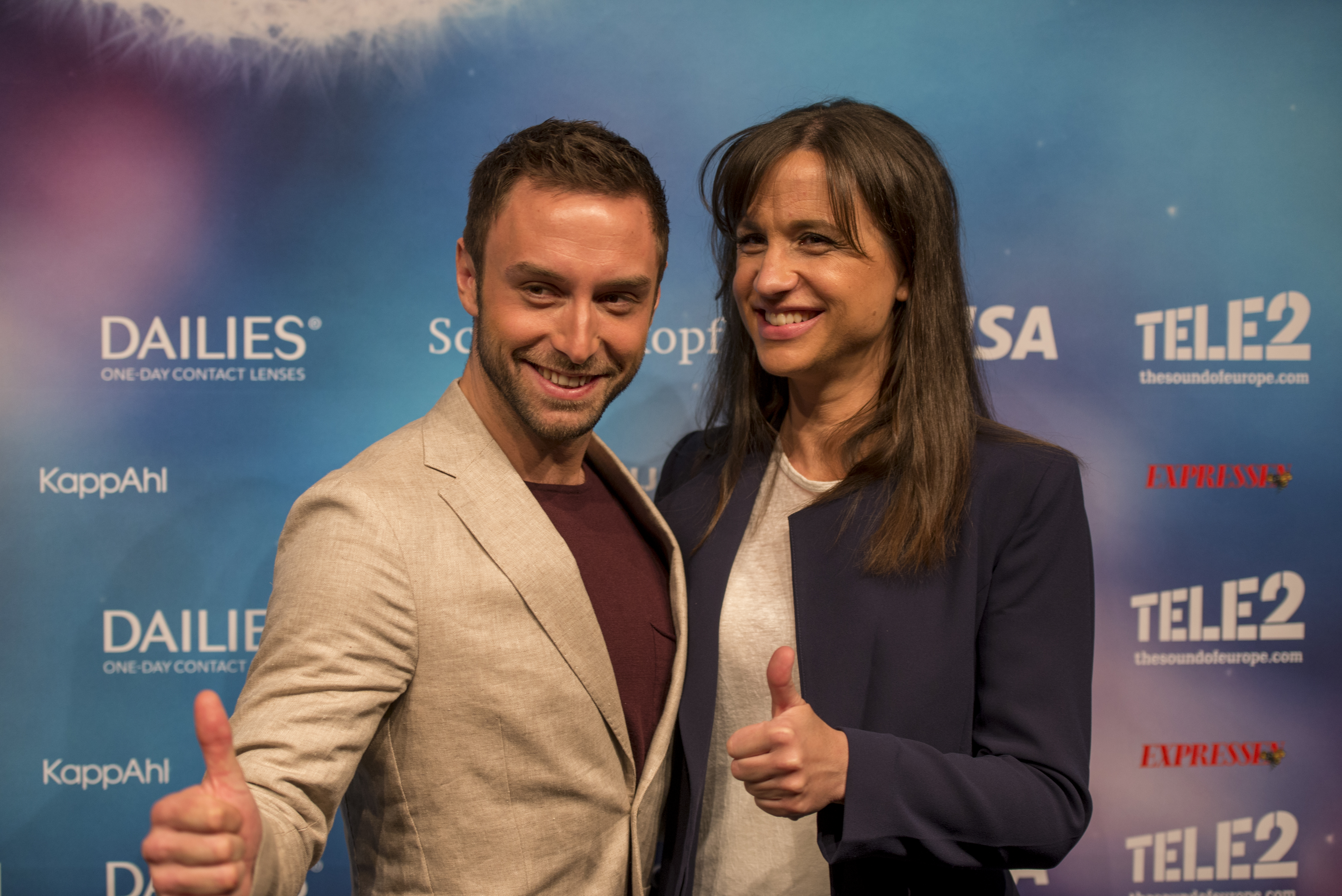
Les présentateurs du concours en 2016 : Måns Zelmerlöw et Petra Mede.

En 2016, à l'occasion d'un nouvel accueil du concours en Suède, Petra Mede fait son retour à la présentation, cette fois-ci accompagnée par le vainqueur de l'édition précédente Måns Zelmerlöw. Leur prestation est une nouvelle fois saluée, notamment grâce à l'entracte Love Love Peace Peace, chanson parodique interprétée par les deux présentateurs et réunissant tous les éléments essentiels pour gagner le concours.

### Depuis 2021
Après une édition 2020 annulée en raison de la Pandémie de Covid-19, ce sont Edsilia Rombley, Chantal Janzen, Jan Smit et Nikkie de Jager qui présentent le concours en 2021 depuis Rotterdam. À cette occasion, Nikkie de Jager devient la première présentatrice transgenre de l'histoire du concours.
En 2022, à Turin, ce sont les chanteurs Mika et Laura Pausini ainsi que l'animateur et humoriste Alessandro Cattelan qui présentent le concours. Cette édition est marquée par un malaise de Laura Pausini en plein milieu de la grande finale, durant laquelle la chanteuse va rester absente pendant une heure. La chanteuse s'avérera finalement être positive au Covid-19.
En 2023, à Liverpool, le concours est présenté par Hannah Waddingham, Alesha Dixon et Julia Sanina. Graham Norton les rejoint lors de la finale. 

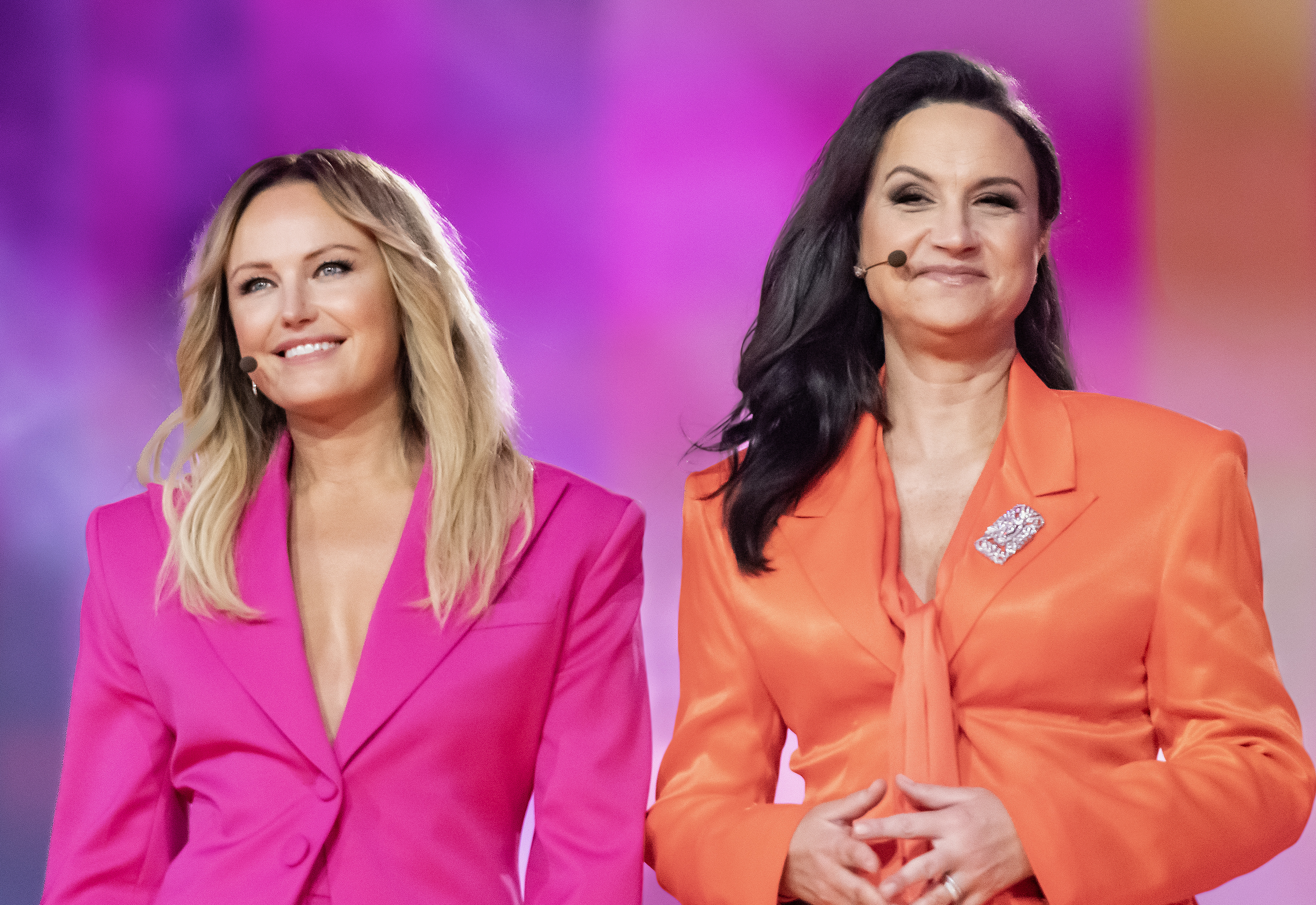
Malin Åkerman et Petra Mede à l'Eurovision 2024.

En 2024, à Malmö, la présentatrice Petra Mede présente son troisième concours, cette fois-ci en duo avec l'actrice Malin Åkerman.
Pour l'édition 2025 à Bâle, Hazel Brugger et Sandra Studer sont en charge de la présentation. Michelle Hunziker les rejoint lors de la finale.

## Règles actuelles
Selon le règlement officiel du concours, publié par l'UER, les deux demi-finales et la finale doivent être animées par des présentateurs internationaux. Ceux-ci doivent s'exprimer en anglais et en français. Afin de relayer l'évènement auprès de leurs audiences respectives, les diffuseurs participants doivent en outre appointer des commentateurs, qui s'exprimeront dans les langues nationales du pays.
Après que toutes les chansons ont été présentées, les présentateurs doivent annoncer les résultats. Lors des demi-finales, il s'agit des noms des dix pays qualifiés. Lors de la finale, les résultats des jurys professionnels sont annoncés successivement par les porte-paroles des diffuseurs participants. Ces porte-paroles doivent s'exprimer clairement et distinctement, soit en anglais, soit en français. Ils doivent énoncer les noms des pays concernés et le nombre de points qu'ils reçoivent. Les présentateurs doivent alors répéter les résultats dans l'autre langue usuelle du concours (en français, si les résultats sont énoncés en anglais ; en anglais, si les résultats sont énoncés en français). Une fois conclus les votes des jurys , les présentateurs annoncent les votes des téléspectateurs dans l'ordre ascendant, du pays ayant reçu le moins de points à celui en ayant reçu le plus.

## Récapitulatif par année
| Année | Pays hôte   | Diffuseur hôte      | Présentateur(s)                                                                  |
| ----- | ----------- | ------------------- | -------------------------------------------------------------------------------- |
| 1956  | Suisse      | RTSI                | Lohengrin Filipello                                                              |
| 1957  | Allemagne   | Hessischer Rundfunk | Anaid Iplicjian                                                                  |
| 1958  | Pays-Bas    | NTS                 | Hannie Lips                                                                      |
| 1959  | France      | RTF                 | Jacqueline Joubert                                                               |
| 1960  | Royaume-Uni | BBC                 | Katie Boyle                                                                      |
| 1961  | France      | RTF                 | Jacqueline Joubert                                                               |
| 1962  | Luxembourg  | CLT                 | Mireille Delannoy                                                                |
| 1963  | Royaume-Uni | BBC                 | Katie Boyle                                                                      |
| 1964  | Danemark    | DR                  | Lotte Wæver                                                                      |
| 1965  | Italie      | Rai                 | Renata Mauro                                                                     |
| 1966  | Luxembourg  | CLT                 | Josiane Chen                                                                     |
| 1967  | Autriche    | ÖRF                 | Erica Vaal                                                                       |
| 1968  | Royaume-Uni | BBC                 | Katie Boyle                                                                      |
| 1969  | Espagne     | TVE                 | Laura Valenzuela                                                                 |
| 1970  | Pays-Bas    | NOS                 | Willy Dobbe                                                                      |
| 1971  | Irlande     | RTÉ                 | Bernadette Ní Ghallchoir                                                         |
| 1972  | Royaume-Uni | BBC                 | Moira Shearer                                                                    |
| 1973  | Luxembourg  | CLT                 | Helga Guitton                                                                    |
| 1974  | Royaume-Uni | BBC                 | Katie Boyle                                                                      |
| 1975  | Suède       | SR                  | Karin Falck                                                                      |
| 1976  | Pays-Bas    | NOS                 | Corry Brokken                                                                    |
| 1977  | Royaume-Uni | BBC                 | Angela Rippon                                                                    |
| 1978  | France      | TF1                 | Denise Fabre & Léon Zitrone                                                      |
| 1979  | Israël      | IBA                 | Yardena Arazi & Daniel Pe'er                                                     |
| 1980  | Pays-Bas    | NOS                 | Marlous Fluitsma                                                                 |
| 1981  | Irlande     | RTÉ                 | Doireann Ní Bhríain                                                              |
| 1982  | Royaume-Uni | BBC                 | Jan Leeming                                                                      |
| 1983  | Allemagne   | ARD                 | Marlène Charell                                                                  |
| 1984  | Luxembourg  | RTL                 | Désirée Nosbusch                                                                 |
| 1985  | Suède       | SVT                 | Lill Lindfors                                                                    |
| 1986  | Norvège     | NRK                 | Åse Kleveland                                                                    |
| 1987  | Belgique    | RTBF                | Viktor Lazlo                                                                     |
| 1988  | Irlande     | RTÉ                 | Michelle Rocca & Pat Kenny                                                       |
| 1989  | Suisse      | SSR                 | Lolita Morena & Jacques Deschenaux                                               |
| 1990  | Yougoslavie | JRT                 | Helga Vlahović & Oliver Mlakar                                                   |
| 1991  | Italie      | Rai                 | Gigliola Cinquetti & Toto Cutugno                                                |
| 1992  | Suède       | SVT                 | Lydia Cappolicchio & Harald Treutiger                                            |
| 1993  | Irlande     | RTÉ                 | Fionnuala Sweeney                                                                |
| 1994  | Irlande     | RTÉ                 | Cynthia Ní Mhurchú & Gerry Ryan                                                  |
| 1995  | Irlande     | RTÉ                 | Mary Kennedy                                                                     |
| 1996  | Norvège     | NRK                 | Ingvild Bryn & Morten Harket                                                     |
| 1997  | Irlande     | RTÉ                 | Carrie Crowley & Ronan Keating                                                   |
| 1998  | Royaume-Uni | BBC                 | Ulrika Jonsson & Terry Wogan                                                     |
| 1999  | Israël      | IBA                 | Dafna Dekel, Sigal Shahamon & Yigal Ravid                                        |
| 2000  | Suède       | SVT                 | Kattis Ahlström & Anders Lundin                                                  |
| 2001  | Danemark    | DR                  | Natasja Crone Back & Søren Pilmark                                               |
| 2002  | Estonie     | ETV                 | Annely Peebo & Marko Matvere                                                     |
| 2003  | Lettonie    | LTV                 | Marie N & Renārs Kaupers                                                         |
| 2004  | Turquie     | TRT                 | Meltem Cumbul & Korhan Abay                                                      |
| 2005  | Ukraine     | NTU                 | Maria Efrosinina & Pavlo Shylko                                                  |
| 2006  | Grèce       | ERT                 | Maria Menounos & Sakis Rouvas                                                    |
| 2007  | Finlande    | YLE                 | Jaana Pelkonen & Mikko Leppilampi                                                |
| 2008  | Serbie      | RTS                 | Jovana Janković & Željko Joksimović                                              |
| 2009  | Russie      | Perviy Kanal        | Demi-finales : Natalia Vodianova & Andreï Malakhov Finale : Alsou & Ivan Ourgant |
| 2010  | Norvège     | NRK                 | Nadia Hasnaoui, Haddy Jatou N'jie & Erik Solbakken                               |
| 2011  | Allemagne   | NDR                 | Anke Engelke, Judith Rakers & Stefan Raab                                        |
| 2012  | Azerbaïdjan | İTV                 | Leyla Aliyeva, Nargiz Birk-Petersen & Eldar Gasimov                              |
| 2013  | Suède       | SVT                 | Petra Mede                                                                       |
| 2014  | Danemark    | DR                  | Lise Rønne, Nikolaj Koppel & Pilou Asbæk                                         |
| 2015  | Autriche    | ÖRF                 | Mirjam Weichselbraun, Alice Tumler & Arabella Kiesbauer                          |
| 2016  | Suède       | SVT                 | Petra Mede & Måns Zelmerlöw                                                      |
| 2017  | Ukraine     | UA:PBC              | Oleksandr Skichko, Volodymyr Ostapchuk & Timur Miroshnychenko                    |
| 2018  | Portugal    | RTP                 | Daniela Ruah, Silvia Alberto, Filomena Cautela & Catarina Furtado                |
| 2019  | Israël      | KAN                 | Bar Refaeli, Erez Tal, Assi Azar & Lucy Ayoub                                    |
| 2020  | Pays-Bas    | AVROTROS/NPO/NOS    | Edsilia Rombley, Chantal Janzen & Jan Smit                                       |
| 2021  | Pays-Bas    | AVROTROS/NPO/NOS    | Edsilia Rombley, Chantal Janzen, Jan Smit & Nikkie de Jager                      |
| 2022  | Italie      | Rai                 | Alessandro Cattelan, Laura Pausini & Mika                                        |
| 2023  | Royaume-Uni | BBC                 | Hannah Waddingham, Julia Sanina, Alesha Dixon & Graham Norton (finale)           |
| 2024  | Suède       | SVT                 | Petra Mede & Malin Åkerman                                                       |
| 2025  | Suisse      | SRG SSR             | Hazel Brugger, Michelle Hunziker et Sandra Studer                                |

## Anciens participants
Jusqu'à présent, seize anciens participants sont revenus présenter le concours. Et parmi eux, six vainqueurs : Corry Brokken, Gigliola Cinquetti, Toto Cutugno, Marie N, Eldar Gasimov et Måns Zelmerlöw.
| Artiste            | Pays                 | Année(s) de participation | Place | Année(s) de présentation |
| ------------------ | -------------------- | ------------------------- | ----- | ------------------------ |
| Corry Brokken      | Pays-Bas             | 1956                      | -     | 1976                     |
| Corry Brokken      | Pays-Bas             | 1957                      | 01    | 1976                     |
| Corry Brokken      | Pays-Bas             | 1958                      | 09    | 1976                     |
| Yardena Arazi      | Israël               | 1976                      | 06    | 1979                     |
| Yardena Arazi      | Israël               | 1988                      | 07    | 1979                     |
| Lill Lindfors      | Suède                | 1966                      | 02    | 1985                     |
| Åse Kleveland      | Norvège              | 1966                      | 03    | 1986                     |
| Gigliola Cinquetti | Italie               | 1964                      | 01    | 1991                     |
| Gigliola Cinquetti | Italie               | 1974                      | 02    | 1991                     |
| Toto Cutugno       | Italie               | 1990                      | 01    | 1991                     |
| Dafna Dekel        | Israël               | 1992                      | 06    | 1999                     |
| Renārs Kaupers     | Lettonie             | 2000                      | 03    | 2003                     |
| Marie N            | Lettonie             | 2002                      | 01    | 2003                     |
| Sakis Rouvas       | Grèce                | 2004                      | 03    | 2006                     |
| Sakis Rouvas       | Grèce                | 2009                      | 07    | 2006                     |
| Željko Joksimović  | Serbie-et-Monténégro | 2004                      | 02    | 2008                     |
| Željko Joksimović  | Serbie               | 2012                      | 03    | 2008                     |
| Alsou              | Russie               | 2000                      | 02    | 2009                     |
| Stefan Raab        | Allemagne            | 2000                      | 05    | 2011                     |
| Eldar Gasimov      | Azerbaïdjan          | 2011                      | 01    | 2012                     |
| Måns Zelmerlöw     | Suède                | 2015                      | 01    | 2016                     |
| Edsilia Rombley    | Pays-Bas             | 1998                      | 04    | 2020 2021                |
| Edsilia Rombley    | Pays-Bas             | 2007                      | 21 DF | 2020 2021                |
| Sandra Studer      | Suisse               | 1991                      | 05    | 2025                     |

## Records
- L'anglaise Katie Boyle détient toujours le record de la personne ayant présenté le plus souvent le concours : à quatre reprises, en 1960, 1963, 1968 et 1974.
- Hormis Katie Boyle, seules deux autres personnes ont présenté le concours à plus d'une reprise. Il s'agit de la française Jacqueline Joubert, deux fois présentatrice en 1959 et 1961, et de la suédoise Petra Mede, trois fois présentatrice en 2013, 2016 et 2024.
- La plus jeune personne à avoir présenté le concours demeure toujours la luxembourgeoise Désirée Nosbusch, qui officia en 1984, alors qu'elle était âgée de 19 ans.
- La personne la plus âgée à avoir présenté le concours demeure toujours Léon Zitrone, qui officia en 1978, alors qu'il était âgé de 63 ans.